# Узана (хижа)
Хижа Узана се намира на височина 1240 метра, в местността Узана, на най-широката билна поляна в Стара планина.
Хижата е построена от габровския клон на БТС „Узана“ в периода 1931-1932 година. Открита и осветена е на 10 юли 1932 година. За изграждането и са изразходвани 150 000 лева, дарения от благодетели габровци. Тя разполага с много легла,.
До нея може да се стигне по шосе от гр. Габрово (25 км) или по туристическите пътеки - от Габрово, Ясеново и Шейново.
От хижа Бузлуджа пътят до Узана е 5 ч., а от хижа Мазалат - 4,30 ч. В непосредствена близост до хижата се намира Географският център на България.